# Boljevac
Boljevac (in serbo Бољевац?) è una città e una municipalità del distretto di Zaječar nella parte centro-orientale della Serbia centrale.